# Наш фронт
Наш фронт (англ. Our Front) — журнал, офіційне видання Української Антибільшовицької Ліґи (від 1974 — Ліґи Визволення України в Австралії).
Журнал був заснований 1968 в Мельборні під назвою «Інформативний листок АБН» Мирославом Шеґедином та Петром Сорокою; згодом (до 1983) виходив як «Наш фронт». Спочатку двомісячник, з 1973 місячник. Висвітлювалась з націоналістичних позицій суспільно-політична тематика, подавалась інформація про працю АБН/ЛВУ.
Редактори були Мирослав Шеґедин (1968–71) і Василь Литвин (1971–83), головний співробітник — Северин Григорців, Теодосій Андрушко, Ярослав Гевко.
З'явилося близько 70 числа журналу, мав пересічно 40 сторінок, ілюстрований. Тираж 1983—750 примірників.